# Stephanocoenia intersepta
Stephanocoenia intersepta är en korallart som först beskrevs av Jean-Baptiste Lamarck 1816.  Stephanocoenia intersepta ingår i släktet Stephanocoenia och familjen Astrocoeniidae. IUCN kategoriserar arten globalt som livskraftig. Inga underarter finns listade i Catalogue of Life.